# Katarské letectvo
Katarské letectvo (arabsky لقوات الجوية الأميرية القطرية‎,  někdy známé také pod označením v angličtině jako Qatar Emiri Air Force, Katarské emírské letectvo, zkratkou QEAF) je letectvo ozbrojených sil emirátu Katar. Vzniklo v roce 1968 pod označením Letecké křídlo bezpečnostních sil Kataru a současný název získalo v roce 1974.

## Složení
- Mezinárodní letiště Dauhá
  - Transportní peruť
  - 1.stíhací křídlo

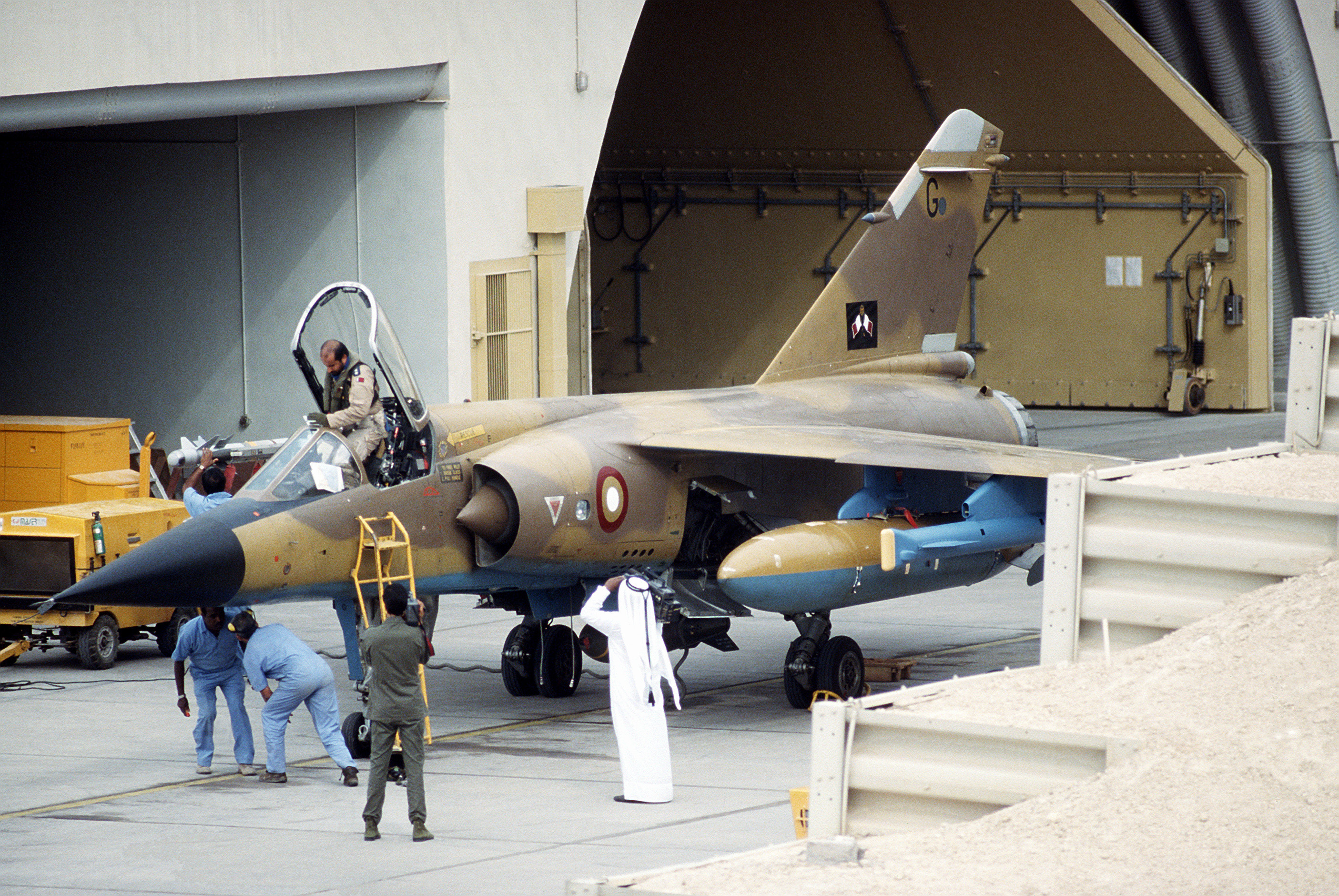
Dassault Mirage F1 Katarského letectva, 1991

    - 7. peruť pro vybojování vzdušné nadvlády
    - 11. peruť přímé podpory

  - 2. vrtulníkové křídlo
    - 6. peruť přímé podpory
    - 8. peruť námořních vrtulníků
    - 9. víceúčelová peruť

## Přehled letecké techniky

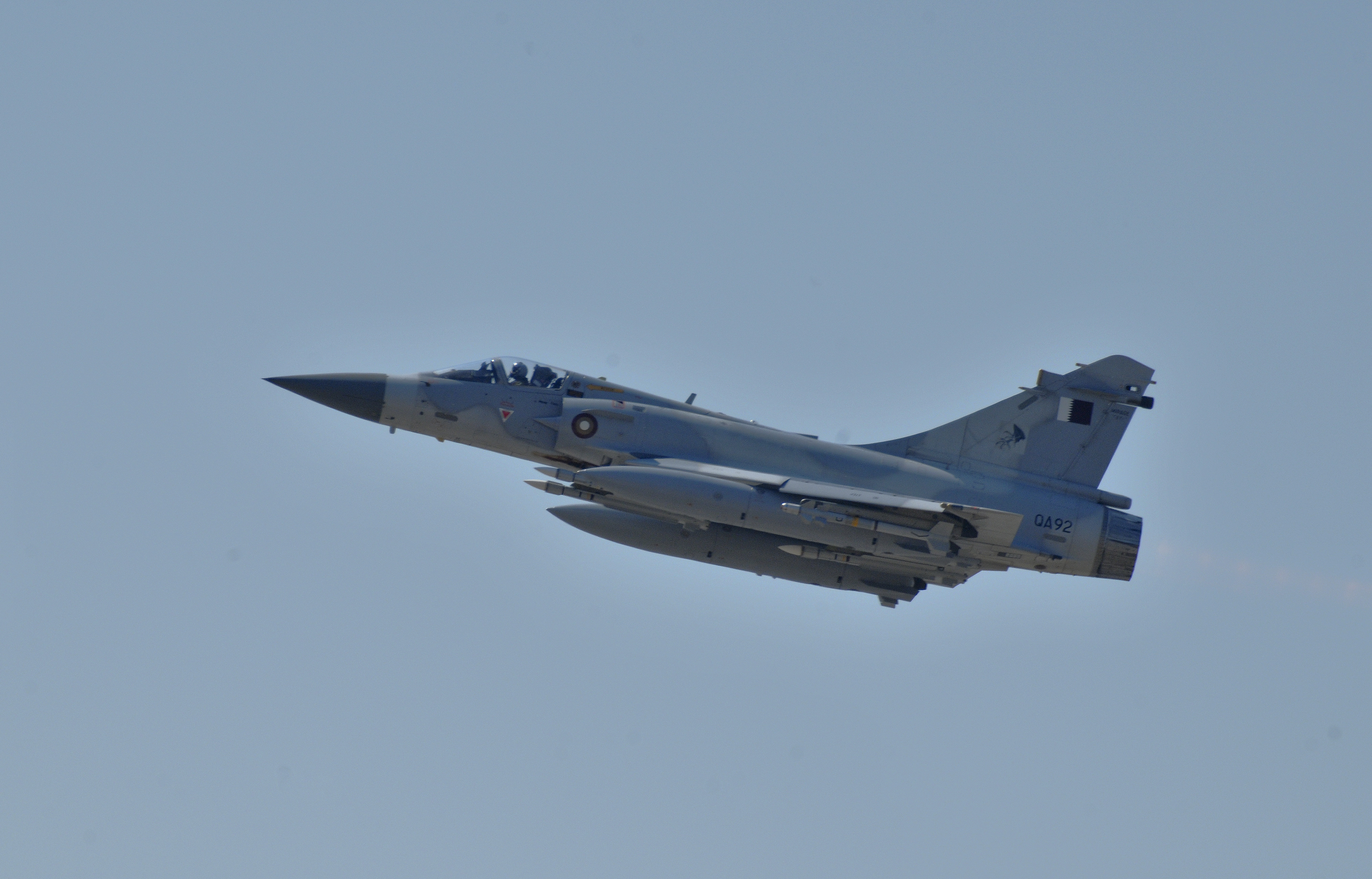
Katarská Mirage 2000-5 během operace Odyssey Dawn

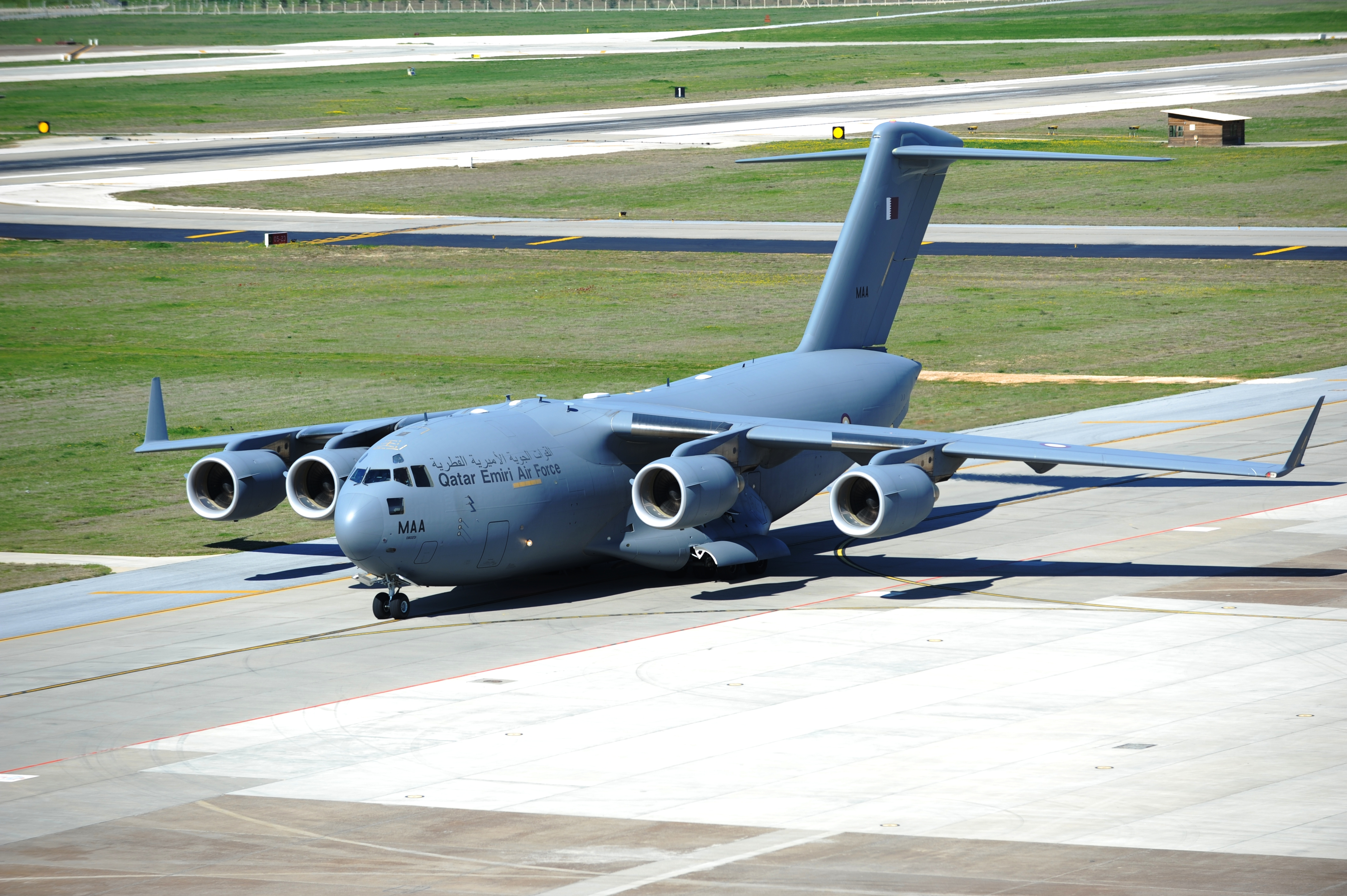
Katarský Boeing C-17 Globemaster III na základně Incirlik v Turecku, 2011

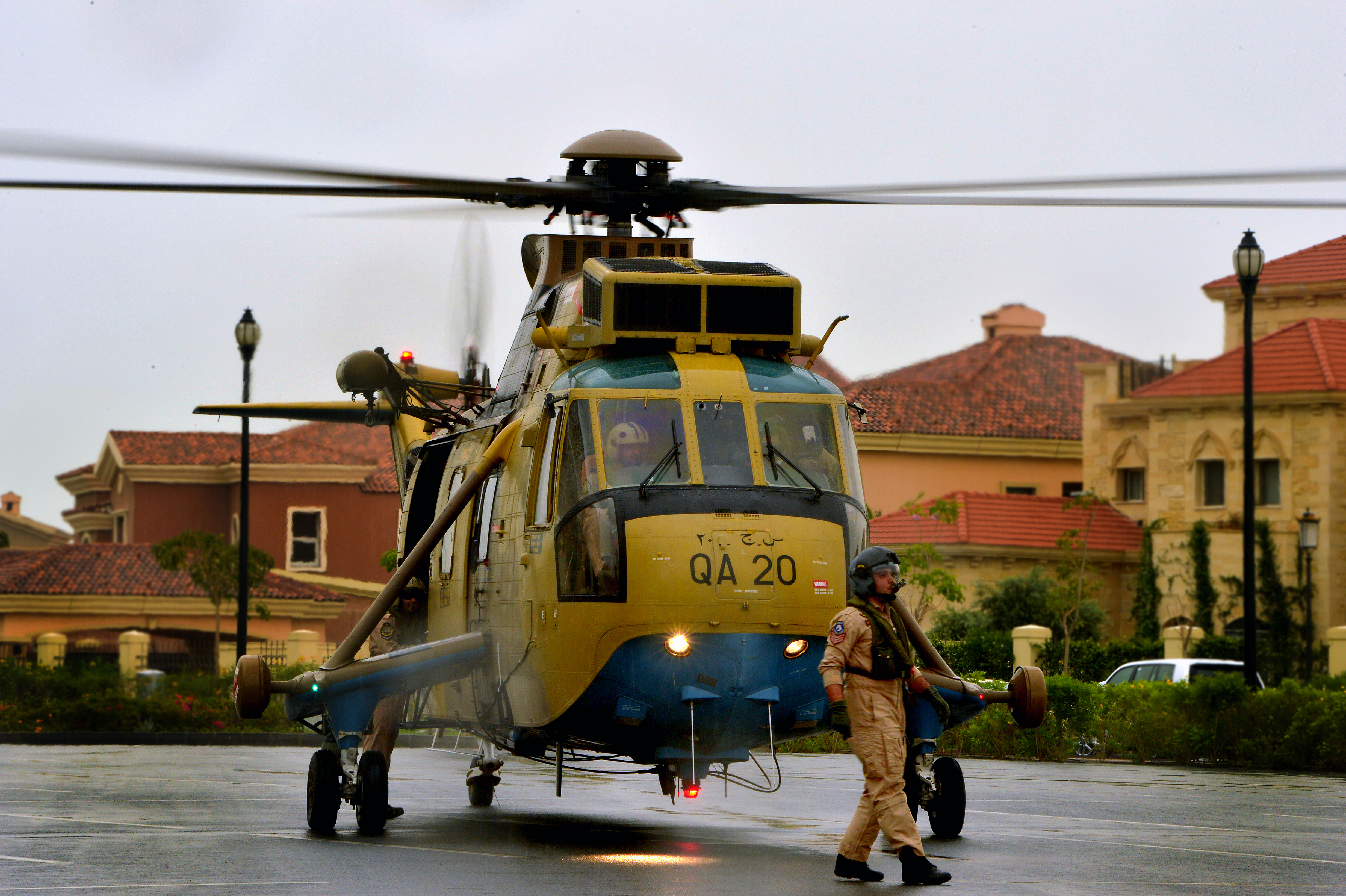
Katarský Westland Commando během cvičení, 2013

Tabulka obsahuje přehled letecké techniky ozbrojených sil Kataru podle Flightglobal.com.
| Název                                 | Fotografie     | Původ              | Určení                                                              | Verze                            | Ve službě      | Poznámky                                         |                |
| Bojové letouny                        | Bojové letouny | Bojové letouny     | Bojové letouny                                                      | Bojové letouny                   | Bojové letouny | Bojové letouny                                   | Bojové letouny |
| ------------------------------------- | -------------- | ------------------ | ------------------------------------------------------------------- | -------------------------------- | -------------- | ------------------------------------------------ | -------------- |
| Dassault/Dornier Alpha Jet            |                | Francie Německo    | lehký bojový a cvičný letoun                                        | Alpha Jet E                      | 6              |                                                  |                |
| Dassault Mirage 2000                  |                | Francie            | víceúčelový bojový letoundvoumístný letoun                          | Mirage 2000-5EDAMirage 2000-5DDA | 94             |                                                  |                |
| Dassault Rafale                       |                | Francie            | víceúčelový bojový letoundvoumístný letoun                          | Rafale CRafale B                 | —              | Objednáno 18 kusůObjednáno 6 kusů                |                |
| McDonnell Douglas F-15 Eagle          |                | USA                | stíhací bombardér                                                   | F-15QA Strike Eagle              | —              | Objednáno 36 kusů, s možností navýšení až na 72. |                |
| Eurofighter Typhoon                   |                | Evropská unie      | Víceúčelový bojový letoun                                           | Tranche 3A                       | —              | Objednáno 24 kusů                                |                |
| Speciální letouny                     |                |                    |                                                                     |                                  |                |                                                  |                |
| Airbus A330 MRTT                      |                | Evropská unie      | letoun pro tankování paliva za letu                                 |                                  | —              | Objednány 2 kusy                                 |                |
| Boeing 737                            |                | USA                | AWACS                                                               | Boeing 737 AEW                   | —              | Objednány 3 kusy.                                |                |
| Dopravní a transportní letouny        |                |                    |                                                                     |                                  |                |                                                  |                |
| Boeing C-17 Globemaster III           |                | USA                | těžký transportní letoun                                            | C-17A                            | 8              |                                                  |                |
| Lockheed Martin C-130J Super Hercules |                | USA                | taktický transportní letoun                                         | C-130J                           | 4              |                                                  |                |
| Vrtulníky                             |                |                    |                                                                     |                                  |                |                                                  |                |
| Aérospatiale Gazelle                  |                | Francie            | bitevní vrtulníkvíceúčelový ozbrojený vrtulník                      | SA 342LSA 342P                   | 112            |                                                  |                |
| AgustaWestland AW139                  |                | Itálie             | dopravní vrtulník                                                   |                                  | 19             |                                                  |                |
| Boeing AH-64 Apache                   |                | USA                | bitevní vrtulník                                                    | AH-64E                           | —              | Objednáno 24 kusů                                |                |
| NHIndustries NH90                     |                | Evropská unie      | víceúčelový vrtulník                                                | NFH/TTH                          | —              | Objednáno 22 kusů                                |                |
| Westland Commando                     |                | Spojené království | ozbrojený transportní vrulníktransport VIPnámořní hlídkový vrtulník | Mk.2AMk.2CMk.3                   | 318            |                                                  |                |
| Cvičná letadla                        |                |                    |                                                                     |                                  |                |                                                  |                |
| Pilatus PC-21                         |                | Švýcarsko          | cvičný letoun                                                       |                                  | 24             |                                                  |                |